# Dolichovespula pacifica
Dolichovespula pacifica är en getingart som först beskrevs av Bir. 1930.  Dolichovespula pacifica ingår i släktet långkindade getingar, och familjen getingar. Inga underarter finns listade i Catalogue of Life.